# Zespół Adiego
Zespół Adiego – choroba charakteryzująca się patologicznym brakiem odruchów mięśniowych (w tym odruchu ścięgna Achillesa), spowolnioną reakcją źrenic na światło i zbieżność oraz spowolnioną akomodacją oka. Występuje anizokoria. Objawy występują częściej u kobiet. Etiologia choroby nie jest do końca znana, prawdopodobnie występuje uszkodzenie funkcji zwoju rzęskowego (łac. ganglion ciliare) lub autoimmunologiczny proces w międzymózgowiu (łac. diencephalon) i śródmózgowiu (łac. mesencephalon). Na początku choroby objawy występują tylko w jednym oku.